# Lac de Bosméléac
Le lac de Bosméléac est un lac artificiel situé dans le département français des Côtes-d'Armor, sur le territoire des communes d'Allineuc, de Merléac, du Bodéo et de Saint-Martin-des-Prés.

## Lac et barrage de Bosméléac

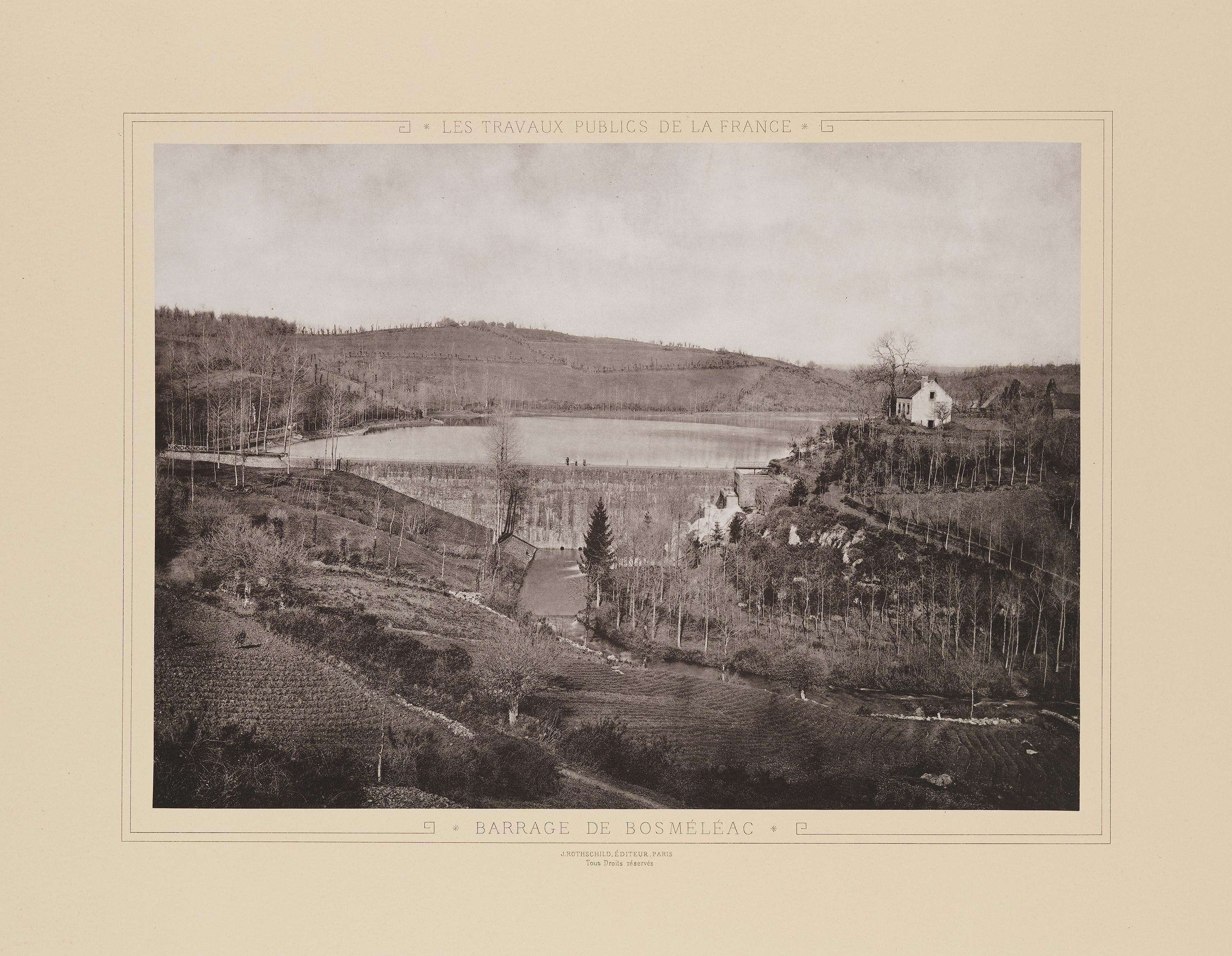
Le barrage (1883).

Le barrage de Bosméléac fut construit entre 1830 et 1842 dans la haute vallée de l'Oust et était destiné à alimenter le canal de Nantes à Brest, plus exactement le bief de partage entre l'Oust et le Blavet lors des basses eaux estivales et à réguler le cours de la rivière. D'une superficie de 72 hectares, la retenue, sise sur le territoire des communes du Bodéo, d'Allineuc, de Merléac et de Saint-Martin-des-Prés, offre un plan d'eau sinueux long de quatre kilomètres aujourd'hui utilisé pour la pêche et les loisirs nautiques.

## La rigole d'Hilvern
De ce plan d'eau sort la rigole d'Hilvern, bief de dérivation parallèle à l'Oust, destinée à amener l'eau jusqu'au canal. Suivant les courbes de niveau, sur un relief séparant les bassins de Rohan et de Pontivy, la rigole part d'Allineuc, à 148 mètres d'altitude, et, au terme d'un parcours de 64 kilomètres, rejoint la voie d'eau à Hilvern sur le territoire de la commune de Saint-Gonnery à 128 mètres (soit une vingtaine de mètres de dénivellation et une pente régulière de 0,3 mm par mètre). La rigole, creusée en section trapézoîdale de 1,20 mètre au fond et 4,20 mètres au sommet, fut construite entre 1835 et 1838, dans des conditions déplorables par une main d'œuvre nombreuse (environ 400 personnes travaillaient en permanence sur le chantier) mais misérable et sujette aux maladies. Si les calculs de tracé par les ingénieurs ne prêtèrent lieu à aucune critique, il n'en fut pas de même pour l'étanchéité de l'ouvrage car lorsque l'eau circula pour la première fois dans la rigole, elle déferla dans la vallée et inonda les champs. Il fallut entreprendre des travaux de consolidation de 1838 à 1844, puis engager de nombreux cantonniers pour effectuer les régulières opérations de colmatage, mais également de surveillance pour éviter le détournement de l'eau par les riverains. Aujourd'hui entretenue grâce à une association de sauvegarde, avec son chemin de halage et les arbres la bordant, la rigole d'Hilvern, qui couvre une superficie de 140 hectares, constitue un agréable lieu de promenade. En revanche, son faible débit et son entretien délicat lui ont fait perdre sa fonction hydraulique, elle a été remplacée, en 1990, par une station de pompage sur le Blavet qui débouche à l'extrémité ouest du bief.